# Бєл (Словаччина)
Бєл (словац. Biel, угор. Bély) — село, громада в окрузі Требішов, Кошицький край, Словаччина. Село розташоване на висоті 103 м над рівнем моря. Населення — 1432 особи (2005). Переважна більшість населення — угорці (75 %).
Перша згадка 1214 року як Beyle.

## Географія
Протікає Сомоторський канал.

## Населення
| Рік:            | 1994. | 2004.   | 2014.   | 2024.   |
| --------------- | ----- | ------- | ------- | ------- |
| Кількість осіб: | 1299  | 1418    | 1451    | 1351    |
| Різниця:        |       | +9,16 % | +2,32 % | -6,89 % |

| Рік:            | 2023. | 2024.   |
| --------------- | ----- | ------- |
| Кількість осіб: | 1357  | 1351    |
| Різниця:        |       | -0,44 % |